# Phare de Presque Isle
Le phare de Presque Isle (en anglais : Presque Isle Light) est un phare américain à Millcreek Township, dans le comté d'Érié, en Pennsylvanie.
Il est inscrit au Registre national des lieux historiques depuis le 4 août 1983.

## Historique
Construit en 1872, le phare est situé au bord du lac Érié dans le parc d'État de Presque Isle.
Sa construction a commencé en 1872 et la lumière a été allumée pour la première fois le 12 juillet 1873. Il mesurait à l'origine 12 m avant que la tour ne soit élevée à sa hauteur actuelle en 1896. Sa caractéristique lumineuse d'origine, deux flashs rouges suivis de quatre flashs blancs, a été changé en un flash alternatif rouge et blanc lors de son électrification dans les années 1920. En 1962, la station a été entièrement automatisée et la caractéristique a été changée en une lumière blanche de 3 secondes allumée, 3 secondes éteinte.
Le phare est ouvert aux visites publiques du Memorial Day à la fête du Travail le week-end, si le temps le permet.

## Caractéristiques dufeu maritime
Fréquence : 6 secondes (W)
- Lumière : 3 secondes
- Obscurité : 3 secondes

Identifiant : ARLHS : USA-666 ; USCG :  7-3960 .

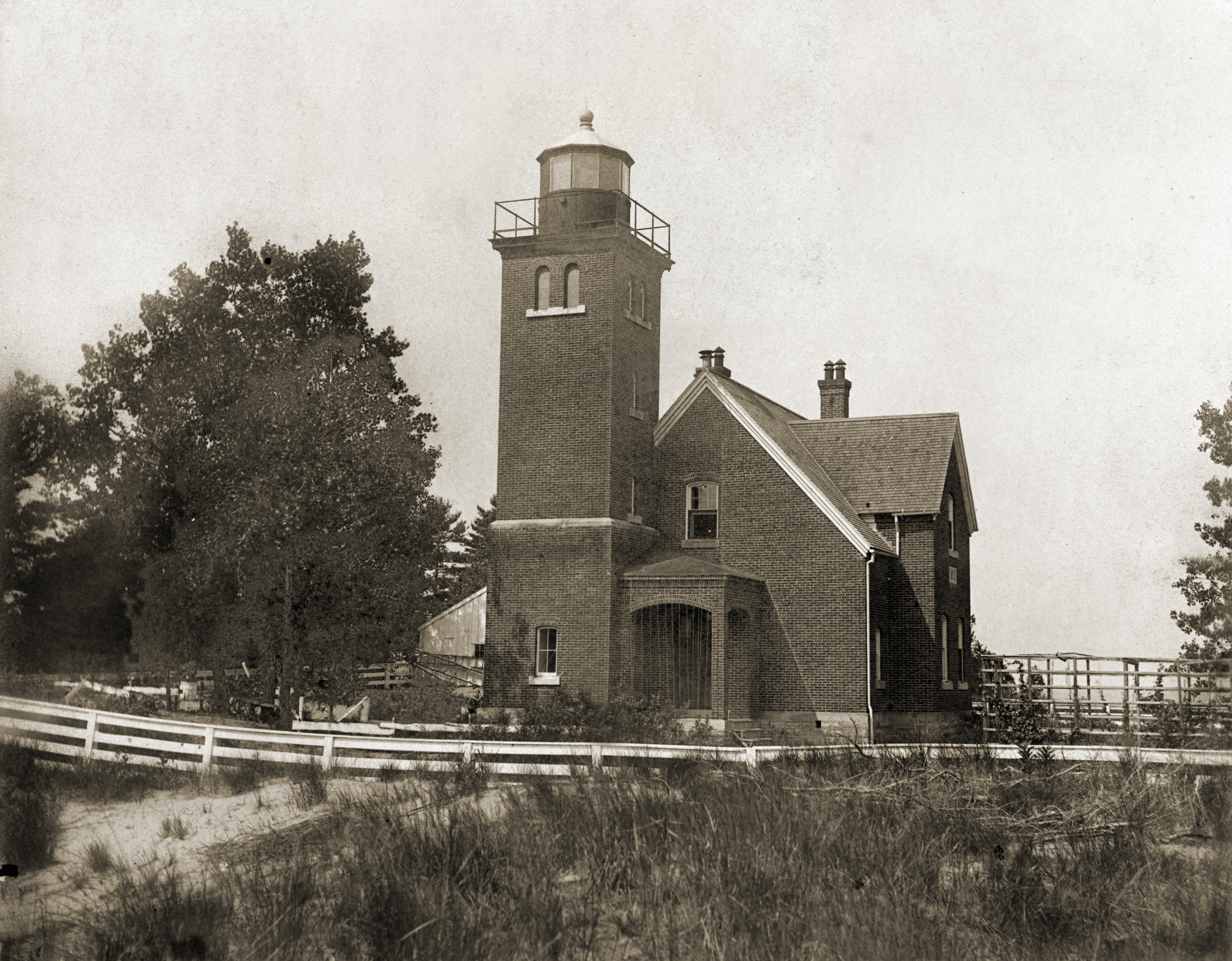
Le phare en 1885
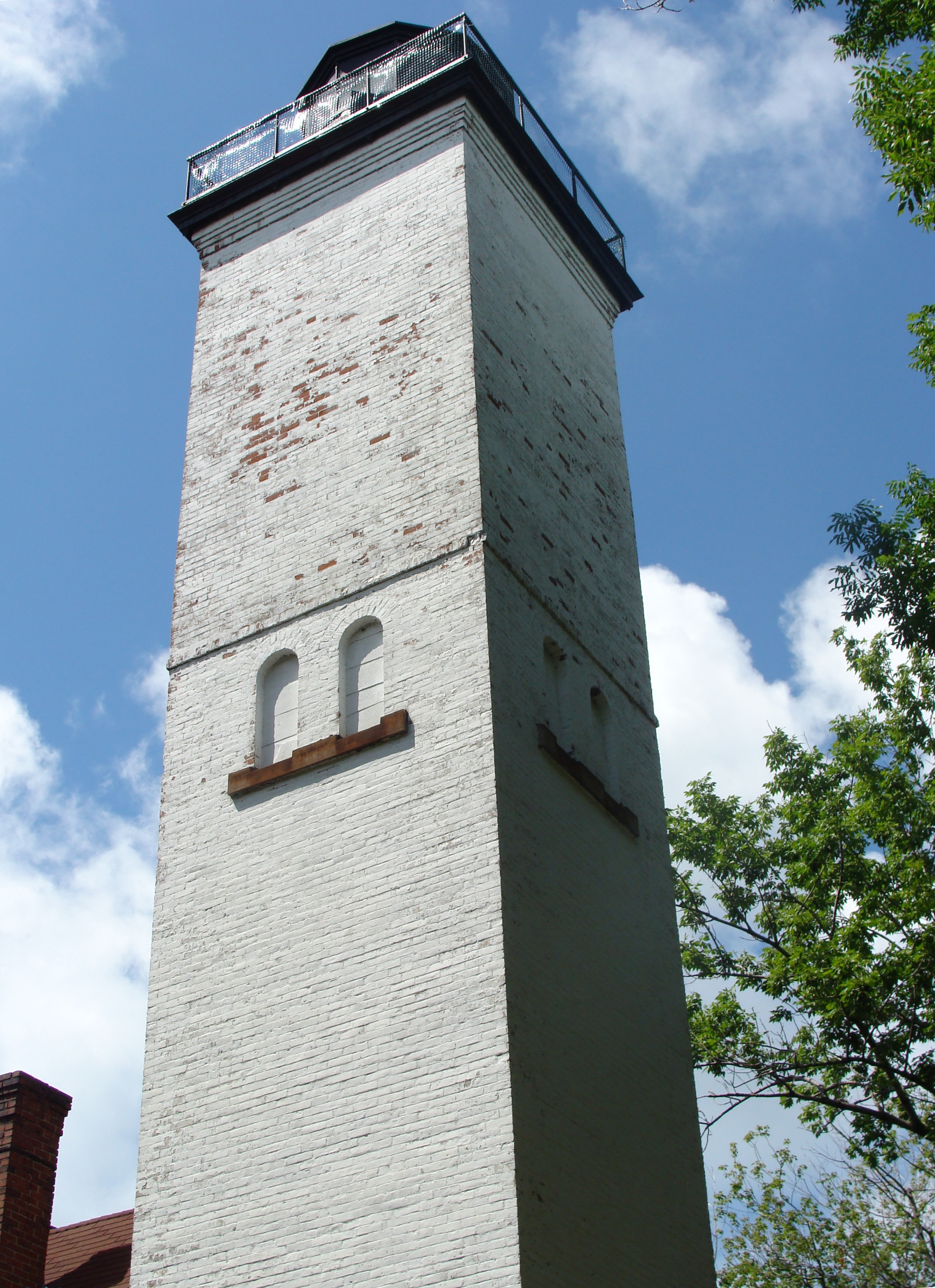
La tour

### Lien connexe
- Liste des phares en Pennsylvanie